# De-Loused in the Comatorium
A 2003-as De-Loused in the Comatorium a The Mars Volta debütáló nagylemeze. Az album Cedric Bixler-Zavala énekes és Jeremy Michael Ward novelláján alapul. A történet középpontjában Cerpin Taxt áll, aki morfin és patkányméreg keverékének túladagolásával próbál öngyilkos lenni. Ennek eredményeként egy hétre kómába kerül, mely alatt különböző látomásai vannak. Amikor magához tér, elégedetlen a való világgal, így a halált választja.
A lemez kereskedelmileg és kritikailag is az együttes legnagyobb sikere, több év végi összeállításba bekerült. Szerepel az 1001 lemez, amit hallanod kell, mielőtt meghalsz című könyvben.

## Az album dalai
|     | Cím                              | Szerző(k)                                  | Hossz |
| --- | -------------------------------- | ------------------------------------------ | ----- |
| 1.  | Son et Lumiere                   | Omar Rodríguez-López, Cedric Bixler-Zavala | 1:35  |
| 2.  | Inertiatic ESP                   | Rodríguez-López, Bixler-Zavala             | 4:24  |
| 3.  | Roulette Dares (The Haunt Of)    | Rodríguez-López, Bixler-Zavala             | 7:31  |
| 4.  | Tira Me a las Arañas             | Rodríguez-López, Bixler-Zavala             | 1:28  |
| 5.  | Drunkship of Lanterns            | Rodríguez-López, Bixler-Zavala             | 7:05  |
| 6.  | Eriatarka                        | Rodríguez-López, Bixler-Zavala             | 6:20  |
| 7.  | Cicatriz ESP                     | Rodríguez-López, Bixler-Zavala             | 12:29 |
| 8.  | This Apparatus Must Be Unearthed | Rodríguez-López, Bixler-Zavala             | 4:58  |
| 9.  | Televators                       | Rodríguez-López, Bixler-Zavala             | 6:19  |
| 10. | Take the Veil Cerpin Taxt        | Rodríguez-López, Bixler-Zavala             | 8:42  |

## Közreműködők

### The Mars Volta
- Cedric Bixler-Zavala – ének
- Omar Rodríguez-López – gitár
- Jon Theodore – dob
- Jeremy Michael Ward – hang-manipuláció
- Isaiah "Ikey" Owens – billentyűk
- Flea – basszusgitár

### További közreműködők
- Lenny Castro – ütőhangszerek
- John Frusciante – gitár- és szintetizátorkezelés (Cicatriz ESP)
- Justin Meldal-Johnsen – nagybőgő (Televators)

### Produkció
- Rick Rubin – producer
- Omar Rodríguez-López – producer
- Dave Schiffman – felvétel
- Andrew Scheps – felvétel
- Phillip Groussard – hangmérnökasszisztens
- Darren Mora – hangmérnökasszisztens
- Rich Costey – keverés
- Lindsay Chase – produkciós koordinátor
- Vlado Meller – mastering
- Steve Kadison – mastering-asszisztens

### Művészi munka
- Storm Thorgerson – borító, művészeti vezető
- Peter Curzon – borító, grafika
- Rupert Truman – fényképek
- Dan Abbott – illusztrációk

## Fordítás
Ez a szócikk részben vagy egészben a De-Loused in the Comatorium című angol Wikipédia-szócikk ezen változatának fordításán alapul.  Az eredeti cikk szerkesztőit annak laptörténete sorolja fel. Ez a jelzés csupán a megfogalmazás eredetét és a szerzői jogokat jelzi, nem szolgál a cikkben szereplő információk forrásmegjelöléseként.